# Marianne Weno
Marianne Weno (* 4. Juni 1931; † 28. März 2012 in Berlin) war eine deutsche Publizistin, Dramaturgin, Übersetzerin und Umweltaktivistin.

## Leben
Wenos Großeltern flohen vor den Nationalsozialisten nach Schweden und ihr Vater, Intendant an einem Berliner Theater, verlor als Regimekritiker seine Arbeit. Nach dem Studium arbeitete sie als freie Dramaturgin an einem Berliner Theater, dann als Journalistin, Übersetzerin und für einen Schulbuchverlag. In den 1960er Jahren gründete sie einen eigenen Theaterverlag. In den 1980er Jahren schloss sie sich der Berliner Aktionsgemeinschaft gegen das Waldsterben an; als Redakteurin prägte sie deren Berliner Luft-Zeitung, die von 1984 bis 2000 erschien. Weno gehörte zu den Mitinitiatoren der Kampagne für eine autofreie Havelchaussee, engagierte sich für den Naturschutz auf dem Gelände der stillgelegten Mülldeponie in Wannsee und kämpfte für den Erhalt der bedrohten Parforceheide im Südwesten Berlins. Weiter war sie Gründungsmitglied des Bündnisses gegen den Havelausbau und des Energiepolitischen Ratschlag.
1997 wurde sie mit dem Berliner Naturschutzpreis der Stiftung Naturschutz Berlin ausgezeichnet.

## Übersetzungen
- Der grosse Marco-Polo-Weltatlas Ostfildern:Mair 1994 (mit Daniel Weno)

### Übersetzungen von Theaterstücken
- Jack Popplewell Ein Tag im Leben von ... (1965)
- Peter Yeldham Bleib' wie Du bist (1973)
- Derek Benfield Love-Jogging (1994)